# Pinki Pramanik
Pinki Pramanik (* 10. April 1986 in Purulia, Westbengalen) ist eine ehemalige indische Leichtathletin, die im Sprint und Mittelstreckenlauf an den Start ging. Mit der indischen 4-mal-400-Meter-Staffel siegte sie 2006 bei den Asienspielen und gewann eine Silbermedaille bei den Commonwealth Games.

## Sportliche Laufbahn
Erste internationale Erfahrungen sammelte Pinki Pramanik im Jahr 2003, als sie bei den Jugendweltmeisterschaften im kanadischen Sherbrooke mit 2:09,84 min im Halbfinale im 800-Meter-Lauf ausschied. Anschließend gewann sie bei den Asienmeisterschaften in Manila mit der indischen 4-mal-400-Meter-Staffel die Bronzemedaille hinter den Teams aus China und Kasachstan. Im Jahr darauf gewann sie bei den erstmals ausgetragenen Hallenasienmeisterschaften in Teheran in 55,64 s die Bronzemedaille im 400-Meter-Lauf hinter der Kasachin Tatjana Roslanowa und Ruqaya al-Ghasra aus Bahrain. Zudem gewann sie auch über 800 Meter die Bronzemedaille und musste sich in 2:15,06 min nur der Japanerin Miki Nishimura und Liu Qing geschlagen geben. 2005 kam sie bei den Hallenasienspielen in Bangkok über 400 Meter nicht ins Ziel und wurde über 800 Meter disqualifiziert. Zudem siegte sie mit der 4-mal-400-Meter-Staffel in 3:46,48 min gemeinsam mit Iyleen Samantha, Santhi Soundarajan und Mandeep Kaur. Im Jahr darauf schied sie bei den Commonwealth Games in Melbourne mit 2:03,83 min im Halbfinale über 800 Meter aus und gewann mit der Staffel in 3:29,57 min gemeinsam mit Rajwinder Kaur, Chitra Soman und Manjeet Kaur die Silbermedaille hinter dem australischen Team. Im August siegte sie bei den Südasienspielen in Colombo in 52,54 s über 400 Meter sowie in 2:03,81 min über 800 Meter und in 3:38,01 min auch im Staffelbewerb. Kurz darauf wurde sie beim IAAF World Cup in Athen in 2:03,28 min Siebte über 800 Meter und im Dezember belegte sie bei den Asienspielen in Doha in 53,06 s den vierten Platz über 400 Meter und siegte mit der Staffel in 3:32,95 min gemeinsam mit Sathi Geetha, Chitra Soman und Manjeet Kaur. Aufgrund einer 2007 bei einem Unfall zugezogenen Verletzung musste sie ihre Karriere beenden. 2016 und 2017 gab sie ein Comeback und zog dann gänzlich einen Schlussstrich unter ihre aktive Laufbahn.
In den Jahren 2003, 2005 und 2006 wurde Pramanik indische Meisterin im 400-Meter-Lauf sowie 2005 auch über 800 Meter.

## Persönliche Bestleistungen
- 400 Meter: 52,46 s, 22. Mai 2006 in Bengaluru
  - 400 Meter (Halle): 53,89 s, 13. November 2005 in Bangkok (indischer Rekord)
- 800 Meter: 2:02,49 min, 5. November 2006 in Chennai
  - 800 Meter (Halle): 2:09,39 min, 13. November 2005 in Bangkok

## Geschlechtskontroverse
Im Jahr 2012 führte ein Vergewaltigungsvorwurf gegen Pramanik zu medizinischen Tests, um ihr Geschlecht zu bestimmen. Erste private Tests ergaben, dass es sich bei ihr um einen Mann handelte. Pramanik war mit diesen Ergebnissen nicht einverstanden und die Polizei ordnete im Rahmen des Prozesses einen separaten, von der Regierung durchgeführten Test an. Die Ergebnisse lieferten aber erneut kein klares Bild, woraufhin das Gericht einen Chromosomenmustertest anordnete. Im November 2012 wurde über weitere medizinische Tests berichtet, die zeigten, dass Pinki ein „männlicher Pseudohermaphroditismus“ sei. Jedoch wurde eine Vergewaltigung von Experten bezweifelt.
Als Reaktion auf den Vorwurf der Vergewaltigung und Geschlechterdarstellung sagte sie in einem Interview: „Das Mädchen, das diese Anschuldigungen vorbrachte, war nicht meine Partnerin und wir waren nicht verliebt. Sie wohnte nebenan zur Miete mit ihrem Geliebten und ihrem fünfjährigen Sohn. […] Sie hatte Nacktfotos von mir gemacht und drohte, sie öffentlich zu machen. Sie hatte mich einige Zeit erpresst. […] Aber als ich beschuldigt wurde, männlich zu sein und sie entführt zu haben, schockierte mich das. […] Ich bin kein Mann. Ich war schon immer weiblich. […] Ich sehe jetzt männlicher aus, weil mir im Rahmen meiner Ausbildung für internationale Leichtathletikwettkämpfe wie anderen weiblichen Teilnehmern regelmäßig Testosteronspritzen verabreicht wurden. […] Mir wurde gesagt, dass diese eingenommen werden müssten, und ich habe nie in Frage gestellt, ob diese legal sind oder auch nicht. Ich konzentrierte mich auf den Sieg und tat, was meine Trainer von mir verlangten, die wussten, was das Beste für mich war. Aber danach wurde meine Stimme tiefer und ich bekam mehr Körperbehaarung.“ Sie sagte auch, dass sie misshandelt und in einer Männerzelle im Gefängnis festgehalten wurde. Ihren Angaben zufolge stimmte sie keinem Test zu und war für die Untersuchung unter Drogeneinfluss und bewusstlos.